# Васил Банов (футболист)
Вижте пояснителната страница за други личности с името Васил Банов.
Васил Банов е български футболист, нападател. Играл е за Черноморец, Несебър и Чирпан. Голмайстор на Несебър в A група със 7 гола през 2005 г.

## Статистика по сезони
- Черноморец – 1992/93 – A група, 8 мача/1 гол
- Несебър – 1993/94 – Б група, 15/2
- Черноморец – 1994/95 – Б група, 11/2
- Несебър – 1995/96 – В група, 21/4
- Черноморец – 1996/97 – Б група, 17/2
- Чирпан – 1997/98 – В група, 31/8
- Черноморец – 1998/ес. - Б група, 8/0
- Несебър – 1999/пр. - В група, 15/6
- Несебър – 1999/00 – В група, 27/15
- Несебър – 2000/01 – Б група, 26/4
- Несебър – 2001/02 – В група, 28/16
- Несебър – 2002/03 – В група, 30/21
- Несебър – 2003/04 – Б група, 26/14
- Несебър – 2004/05 – A група, 28/7
- Несебър – 2005/06 – Източна Б група, 23/5
- Несебър – 2006/07 – Източна Б група
- Ахелой – 2007/12 – А ОФГ - Бургас